# Jamaïque aux Jeux olympiques d'été de 1996
La Jamaïque participe aux Jeux olympiques d'été de 1996 à Atlanta aux États-Unis du 19 juillet au 4 août 1996. Il s'agit de sa 13e participation à des Jeux d'été.

## Médaillés
| Sport      | Discipline              | Athlète(s)                                                                                       |                   |                   |
| Athlétisme | Médaille d'or : 1       | Médaille d'or : 1                                                                                | Médaille d'or : 1 | Médaille d'or : 1 |
| Athlétisme | 400 mètres haies femmes | Deon Hemmings                                                                                    |                   |                   |
| Athlétisme | Médailles d’argent : 3  |                                                                                                  |                   |                   |
| Athlétisme | 100 mètres femmes       | Merlene Ottey-Page                                                                               |                   |                   |
| Athlétisme | 200 mètres femmes       | Merlene Ottey-Page                                                                               |                   |                   |
| Athlétisme | Saut en longueur hommes | James Beckford                                                                                   |                   |                   |
| Athlétisme | Médailles de bronze : 2 |                                                                                                  |                   |                   |
| Athlétisme | Relais 4 × 100 m femmes | Merlene Ottey-Page Juliet Cuthbert Michelle Freeman Nikole Mitchell Gillian Russell Andria Lloyd |                   |                   |
| Athlétisme | Relais 4 × 400 m hommes | Michael McDonald Davian Clarke Greg Haughton Roxbert Martin Dennis Blake Garth Robinson          |                   |                   |